# وزارة نوري السعيد العاشرة
وزارة نوري السعيد العاشرة هي الحكومة العراقية الأربعون، خلفت هذه الوزارة وزارة مزاحم الباجه جي. تشكلت الوزارة في 6 كانون الثاني 1949 واستمرت إلى 10 كانون الأول 1949، وتشكلت بعدها وزارة علي جودت الأيوبي الثانية.

## التشكيلة الوزارية
تكونت الوزارة من الوزراء أدناه:
- رئيس الوزراء: نوري السعيد
- نائب رئيس الوزراء: عين عمر نظمي في آذار 1949
- وزير الدفاع: شاكر الوادي
- وزير الخارجية:
  - عبد الإله حافظ، حتى آذار 1949
  - فاضل الجمالي، من آذار إلى أيلول 1949
  - شاكر الوادي، من أيلول 1949
- وزير الداخلية: نوري السعيد، حتى آذار 1949 حيث عين توفيق النائب ثم عمر نظمي
- وزير المالية: جلال بابان ثم خليل إسماعيل البستاني في 17 يناير 1949
- وزير العدلية: محمد حسن عبد القادر كبة
- وزير الاقتصاد: ضياء جعفر
- وزير المعارف: نجيب الراوي
- وزير المواصلات والأشغال: جلال بابان
- وزير الشؤون الاجتماعية: بهاء الدين نوري